# Association Football Club Fylde
Maillots
Actualités
L'AFC Fylde est un club de football professionnel basé à Wesham, dans le district de Fylde, dans le Lancashire, en Angleterre. Depuis  la saison 2023-2024 le club participe à la National League (cinquième division anglaise). 

## Histoire

### Kirkham & Wesham (1988-2008)
Le club est fondé en 1988, par la fusion de Kirkham Town et de Wesham, deux clubs évoluant au niveau régional. Le nom choisi pour le nouveau club, Kirkham & Wesham, correspond à celui d'un club ayant connu des succès régionaux après la Première Guerre Mondiale.
Le nouveau club va faire ses débuts dans la plus haute division régionale. Après plusieurs relégations dans les divisions inférieures, le club se stabilise à la fin des années 1990 dans la première division régionale. Le club finit premier de sa division 7 fois en 8 éditions entre 2000 et 2007. Finalement, le club est promu pour la saison 2007-2008 en division supérieure.
Pour sa première saison dans la dixième division nationale, le club finit à la 2e place et est promu en neuvième division. Dans le même temps, le club va remporter la FA Vase, une coupe réunissant les clubs anglais se situant en dessous de la huitième division.

### AFC Fylde (2008-)
Pour la saison 2008-2009, le club change de nom et devient l'AFC Fylde. Pour sa première participation à la neuvième division le club remporte son groupe et est promu en division supérieure.
Pour sa première participation à la huitième  division le club finit la saison à la 13e place. La saison suivante, le club finit à la 5e place et peut participer au play-off de promotion. Après avoir gagné sa demi-finale contre Skelmersdale United. Le club affronte Chorley en finale et s'incline 2-0. La saison 2011-2012 sera la bonne car le club de Wesham va remporter son groupe et obtenir un ticket direct pour l'étage supérieur.
Le club va participer lors de la saison 2012-2013, pour la première fois de son histoire à la Première Division de Northern Premier League. À l'issue de cette saison le club finit à la 5e place et se qualifie pour les play-off de promotion. Le club est éliminé en demi-finale par Hednesford Town après avoir échoué dans l'épreuve des tirs au but. Pour sa deuxième participation, l'AFC Fylde finit à la 3e place et se qualifie de nouveau pour les play-off de promotion. À l'issue des play-off et après une séance de tirs au but remportée en finale, le club est promu dans l'échelon supérieur.
Pour la saison 2014-2015, le club participe pour la première fois à la 6e division, la Conference North. Ce première participation se terminera par une 2e place et une participation au play-off. L'AFC Fylde sera éliminé dès les demi-finale par Guiseley AFC. La saison suivante le club finira à la 3e place et sera éliminé en finale de play-off par North Ferriby United. La saison 2016-2017 sera la bonne car le club va remporter son championnat et obtenir sa promotion.
Le club participera pour la saison 2017-2018 à la National League, le cinquième niveau du football anglais. Pour sa première participation le club finit à la 7e place et se qualifie pour les play-off.  Le club sera éliminé dès le premier tour par Boreham Wood.
À l'issue de la saison 2022-23, le club est promu en National League, où il évoluera pour la saison 2023-2024.
A l'issue de la saison 2024-25, le club est rélegué en National League North.

## Palmarès
- National League
  - Champion de National League North : 2016–17

- Northern Premier League
  - Champion de Division One North : 2011–12

- Challenge Cup
  - Vainqueur : 2013–14

- President's Cup
  - Vainqueur : 2013–14

- North West Counties League
  - Champion de Premier Division : 2008–09

- FA Vase
  - Vainqueur : 2007–08

- West Lancashire League
  - Champion de Premier Division : 1999–2000, 2000–01, 2001–02, 2003–04, 2004–05, 2005–06 et 2006–07

- Lancashire FA Challenge Trophy
  - Vainqueur : 2010–11, 2012–13 et 2013–14

- Northern Inter Counties Cup
  - Vainqueur : 2004–05, 2005–06 et 2006–07[1]

- Lancashire Amateur Shield
  - Vainqueur : 2000–01[2], 2003–04, 2004–05 et 2005–06[3]

- Richardson Cup
  - Vainqueur : 1998–99, 1999–2000, 2000–01, 2004–05 et 2005–06[4],[5]

- Presidents Cup
  - Vainqueur : 1995–96[1]